# Dominator
A Dominator az amerikai Wasp zenekar tizenharmadik stúdióalbuma, amely 2007. április 16-án jelent meg. Az albumra kettő feldolgozást is szántak, a Deep Purple "Burn"-jét, és a Creedence Clearwater Revival "Fortune Son" című dalát, ám ezek végül mégsem kaptak helyet a lemezen.

## Az album dalai
- Az összes dal Blackie Lawless szerzeménye.

1. "Mercy" – 4:49
2. "Long, Long Way To Go" – 3:15
3. "Take Me Up" – 4:33
4. "The Burning Man" – 4: 39
5. "Heaven's Hung In Black" – 7:14
6. "Heaven's Blessed" – 5:22
7. "Teacher" – 5:01
8. "Heaven's Hung In Black (Reprise)" – 3:13
9. "Deal With The Devil" – 5:17

## Közreműködők
- Blackie Lawless – ritmusgitár, ének, billentyűs hangszerek
- Doug Blair – szólógitár
- Mike Duda – basszusgitár
- Mike Dupke – dobok
- Darrel Roberts – szólógitár a "Deal With The Devil"-ben.

## Fordítás
- Ez a szócikk részben vagy egészben  a   Dominator (W.A.S.P. album) című angol Wikipédia-szócikk fordításán alapul.  Az eredeti cikk szerkesztőit annak laptörténete sorolja fel. Ez a jelzés csupán a megfogalmazás eredetét és a szerzői jogokat jelzi, nem szolgál a cikkben szereplő információk forrásmegjelöléseként.